# Suchoczasy
Suchoczasy [suxɔˈt͡ʂasɨ] est un village polonais de la gmina de Zduńska Wola dans le powiat de Zduńska Wola et dans la voïvodie de Łódź. Il se situe à environ 6 kilomètres au nord de Zduńska Wola et à 38 kilomètres au sud-ouest de Łódź.